# Обервайсбах (Германия)
Обервайсбах (нем. Oberweißbach) — город в Германии, в земле Тюрингия.
Входит в состав района Заальфельд-Рудольштадт. Подчиняется управлению Бергбанрегион/Шварцаталь. Население составляет 1882 человека (на 31 декабря 2010 года). Занимает площадь 6,36 км². Официальный код — 16 0 73 065.

## Фотографии

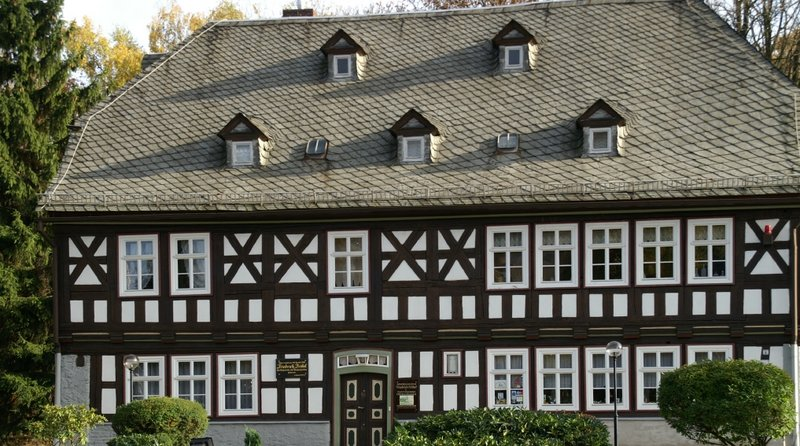
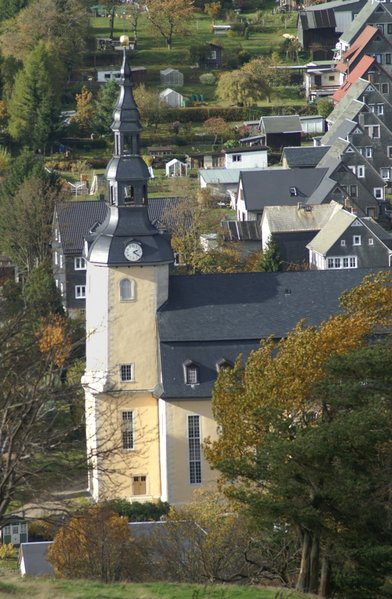
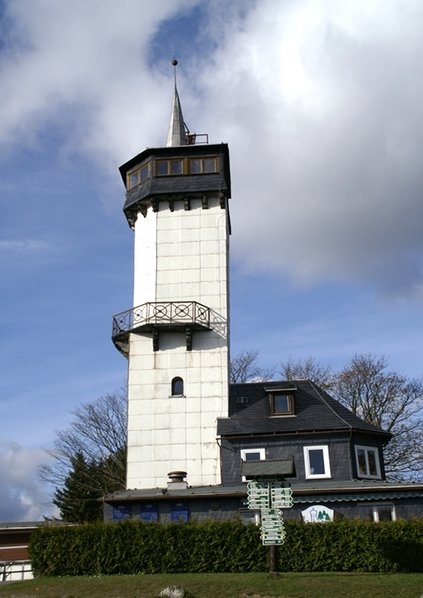